# تاكاكي سوغا
تاكاكي سوغا (باليابانية: 曽我 敬紀) (9 يوليو 1990 في كاناغاوا في اليابان – )؛ هو لاعب كرة قدم سابق كان يلعب كلاعب وسط.